# Hans Billgren
Hans Gustaf Billgren, född 3 juli 1909 i Löderup, Skåne, död 23 augusti 1985, var en svensk konstnär.
Han var son till kyrkovaktmästaren Victor Billgren (1869-1928) och hans maka Anna (1878-1944) född Persson och gift med Grete Lützhöft. Billgren studerade vid Skånska målarskolan i Malmö och vid Axel Smiths skola i Köpenhamn samt under studieresor till Frankrike och Tyskland. Han debuterade i Kunstnernes Efteraarsudstilling i Köpenhamn. Tillsammans med sin maka och en dansk konstnärskollega ställde han ut på Ystads konstmuseum 1942 och separat ställde han ut på bland annat Modern konst i hemmiljö och SDS-hallen i Malmö. Hans konst består av porträtt, blomsterstilleben, figurer i interiörer, religiösa motiv och landskapsbilder från bland annat Österlen. Billgren är representerad vid Ystads konstmuseum, Malmö museum och i Tomelilla.
Hans Billgren var far till Ola Billgren. Han begravdes på Löderups Gamla kyrkogård den 31 augusti 1985.